# Javier Beltrán
Pour les articles homonymes, voir Beltran.
Javier Beltrán Andreu, né à Barcelone le 18 mai 1983, est un acteur catalan de théâtre et de cinéma.

## Biographie
Il a suivi de nombreuses formations dans sa ville natale de Barcelone : entre autres, quatre ans de Lettres à l'Université Pompeu Fabra, ainsi que quatre ans d'art dramatique à l'école d'acteurs de Nancy Tuñón de 2004 à 2008, des cours de Danse-Théâtre de 2004 à 2006 avec Montserrat Prats, et un cours d'interprétation avec Raimón Molins en 2008, car les Lettres l'ennuyait assez. Il a aussi suivi un cours de radio à Radio Estudi Esplugues. Il parle anglais et un peu italien, et il sait jouer de la guitare.
Beltrán joue d'abord dans des pièces de théâtre comme The History Boys, d'Alan Bennett. Il passe pour la première fois au grand écran en 2008 avec le film Little Ashes dans lequel il interprète le rôle du l'auteur et poète andalou Federico García Lorca aux côtés de Robert Pattison, lui dans le rôle de Salvador Dalí.

### Cinéma
- 2008 : Little Ashes de Paul Morrison, dans le rôle de Federico García Lorca
- 2012 : Animals de Marçal Forés
- 2021 : Les lois de la frontière de Daniel Monzón
- 2022 : Les Lignes courbes de Dieu d'Oriol Paulo

### Courts métrages
- 2007 : El paso (réalisateur Daniel Torres)
- 2007 : Mónica (réalisateur David Vicotri)
- 2007 : Connecting People réalisateur Albert Bernard)
- 2007 : Die Trane
- 2007 : Fase Rem (réalisateurOscar Correia)
- 2007 : Camas
- 2006 : Abanicos (réalisateur Pau Bacardit)
- 2005 : Lea
- 2004 : Vidas perdidas

### Télévision
- 2008 : Zoo (réalisation de Jesús Segura), dans le rôle de "Pep".
- 2012 : La Riera (TV3), dans le rôle de"Lluc".
- 2019- : Com Si fos ahir (TV3 ), dans le rôle de "Bruno Sastre".
- 2021 : La templanza (Amazon Prime Video), dans le rôle de "Gustavo Zayas".
- 2021 : Innocent (Netflix), dans le rôle de "Oscar Crespo".
- 2023 : La Mesías (Movistar+), dans le rôle de "Ricardo".
- 2024 : Sueños de libertad (Antena 3), dans le rôle de "Joaquín Merino Vázquez".
- 2024 : Beguinas (Antena 3), dans le rôle de “Rodrigo de Guzmán“.